# Убийство Спенсера Персиваля
11 мая 1812 года в 17:15 Спенсер Персиваль, премьер-министр Соединённое королевства Великобритании и Ирландии был застрелен наповал в вестибюле Палаты общин Джоном Беллингемом, ливерпульским торговцем, недовольным правительством. Беллингем был взят под стражу и спустя четыре дня после убийства предстал перед судом, осуждён и приговорён к смертной казни. 18 мая он был повешен в Ньюгейтской тюрьме, спустя неделю после убийства и за месяц до войны 1812 года. Персиваль является единственным убитым британским премьер-министром.
Персиваль покинул правительство Тори в 1809 году во время критической фазы Наполеоновских войн. Его решимость вести войну с применением самых суровых мер вызвала повсеместную бедность и беспорядки в тылу; поэтому известие о его смерти вызвало ликование в наиболее пострадавших частях страны. Несмотря на опасения что покушение может быть связано с всеобщим восстанием выяснилось что Беллингем действовал в одиночку, протестуя против неспособности правительства компенсировать ему злоключения, происшедшие с ним несколькими годами ранее, когда он был заключён в тюрьму в России за торговый долг. Беллингем не испытывал сожалений и очевидно был уверен что его действия были оправданы. Это вызвало вопросы о его вменяемости, но на суде он был признан юридически ответственным за свои действия.
После гибели Персиваля Парламент оказал щедрую помощь его вдове и детям и одобрил возведение памятников. Впоследствии его правление было забыто, политика, которую он проводил, была сменена и сейчас он более известен за своё убийство, чем за какие либо достижения. Позднее историки посчитали поспешный суд над Беллингемом и его казнь нарушением принципов правосудия. Возможность что Беллингем участвовал в заговоре консорциума ливерпульских торговцев враждебных экономической политике, проводимой Персивалем, стало объектом исследования 2012 года.

## Книги и статьи
- Brougham, Henry. The Life and Times of Henry, Lord Brougham. — London : Blackwood, 1871. — ISBN 9781108078429.
- Bryant, Arthur. The Age of Elegance 1812–22. — London : Collins, 1952.
- Gillen, Mollie. Assassination of the Prime Minister: The shocking death of Spencer Perceval. — London : Sidgwick and Jackson., 1972. — ISBN 978-0-283-97881-4.
- Gray, Denis. Spencer Perceval. The Evangelical Prime Minister 1762–1812. — Manchester : Manchester University Press, 1963.
- Hanrahan, David C. The Assassination of the Prime Minister: John Bellingham and the Murder of Spencer Perceval. — London : The History Press, 2012. — ISBN 978-0-7509-4401-4.
- Hodgson, Thomas. A Full and Authentic Report of the Trial of John Bellingham, at the Sessions' House, in the Old Bailey, on Friday, May 15, 1812, for the Murder of the Right Honourable Spencer Perceval, Chancellor of the Exchequer, in the Lobby of the House Of Commons. — London : Sherwood, Neely and Jones, 1812.
- Linklater, Andro. Why Spencer Perceval Had to Die: The Assassination of a British Prime Minister. — London : Bloomsbury Publishing, 2013. — ISBN 978-1-4088-3171-7.
- The Chronicles of Crime. — London : Thomas Tegg, 1841.
- The Prime Ministers from Walpole to Macmillan. — London : Dod's Parliamentary Companion Ltd, 1994. — ISBN 978-0-905702-22-3.
- Remarkable Coincidence. The Times. No. 13673. 28 августа 1828. p. 2.
- The Wasted Warning. — 1980-09-27. — P. 20–21.
- Treherne, Philip. The Right Honourable Spencer Perceval. — London : T. Fisher Unwin, 1909.
- Uglow, Jenny. In These Times. — London : Faber and Faber, 2014. — ISBN 978-0-571-26953-2.
- Wilson, Daniel. The Substance of a Conversation with John Bellingham. — London : John Hatchard, 1812.